# 외삼차량사업소
외삼차량사업소는 대전광역시 유성구 외삼동에 있는 대전 도시철도 1호선의 차량기지이다. 심야에 5편성이 주박한다.

## 개요
주요 업무는 대전교통공사 1000호대 전동차의 경검수 및 내부관리 및 심야 주박이다. 이 차량기지에 배속된 열차 편성은 없다.
대전 1호선의 종점인 반석역과 연결된다.

## 업무
- 대전교통공사 1000호대 전동차 입·출고 검수관리